# Probosciphontodes ptenopostica
Probosciphontodes ptenopostica is een eenoogkreeftjessoort uit de familie van de Ancorabolidae. De wetenschappelijke naam van de soort is voor het eerst geldig gepubliceerd in 1988 door Fiers.